# 河内女王
河内女王（かわちじょおう/こうちのおおきみ、生年不明 - 宝亀10年12月23日（780年2月5日））は、奈良時代の日本の皇族。高市皇子の皇女。位階は正三位。

## 経歴
聖武朝の天平11年（739年）正月、粟田女王らとともに従四位下から従四位上に昇叙する。
天平20年（748年）3月、正四位下を授けられる。同月、元正上皇の難波宮行幸に随伴し、橘諸兄の邸宅で酒宴が催された際に
という歌を詠んでいる。なおこの歌は、季節からして、天平16年夏に、聖武天皇らが難波宮に行幸した際の歌だという説もある。
淳仁朝の天平宝字2年（758年）8月、従三位、同4年（760年）5月、正三位にすすむ。
のち神護景雲3年（769年）の不破内親王の事件に連坐したものか、無位とされており、光仁朝の宝亀4年（773年）正月、不破内親王が本位四品に復したのと同時に、正三位に復した。宝亀10年12月23日薨去。高市皇子は持統天皇10年（696年）に没しているので、河内女王の年齢は少なく見積もってもこの時点で83歳以上の高齢である。なお、『公卿補任』宝字四年条によると、「河内王」という名のほぼ同年齢の皇族がいて、天武天皇8年生まれとなっているようで、そこからすると、河内女王は元正天皇と同年齢の従姉妹となり、上記の歌の頃は65歳だった、ということになる。

## 官歴
『続日本紀』による。
- 時期不詳：従四位下
- 天平11年（739年）正月13日：従四位上
- 天平20年（748年）3月22日：正四位下
- 天平宝字2年（758年）8月1日、従三位
- 時期不詳：正三位
- 神護景雲3年（769年）5月29日以降?：無位
- 宝亀4年（773年）正月1日：正三位（復位）
- 宝亀10年（779年）12月23日：薨去